# ミラン・ヨヴァノヴィッチ (1983年生のサッカー選手)
ミラン・ヨヴァノヴィッチ（Milan Jovanović、1983年7月21日 - ）は、ユーゴスラビア（現・セルビア）・チャチャク出身の元サッカー選手。現役時代のポジションはDF。

## 来歴
2000年、地元のクラブFKボラツ・チャチャクでプロキャリアをスタートした。その後、複数のクラブを渡り歩き、2010年8月5日、ロシア・プレミアリーグに所属するPFCスパルタク・ナリチクに3年契約で移籍をした。同月14日、ロシア･プレミアリーグ第17節の対シビル戦でデビュー。同月28日に行われた第19節の対ルビン・カザン戦では、ロシアリーグ移籍後初の得点をした。

## 代表
2007年3月、ハンガリー代表との親善試合でデビューをした。2013年11月17日のルクセンブルクとの親善試合で代表初得点を挙げた。

## 所属クラブ
- FKボラツ・チャチャク 2000-2001
- FKムラドスト・ルチャニ 2002
- FKジェレズニク 2002-2003
- FKラドニチュキ・ベオグラード 2003
- FCヴァスルイ 2004
- ウニヴェルシタテア・クライオヴァ 2004-2005
- FKラドニチュキ・ニシュ 2005-2006
- FCウニレア・ウルジチェニ 2006-2007
- FCウニヴェルシタテア・クルージュ 2007-2008
- SKラピード・ウィーン 2009-2010
- PFCスパルタク・ナリチク 2010-2012
- レッドスター・ベオグラード 2012-2013
- PFCロコモティフ・ソフィア 2013-2014
- パディーデFC 2014-2015
- シヤー・ジャーメガーン・ホラーサーンFC 2015